# كوزو تاشيما
كوزو تاشيما (باليابانية: 田嶋 幸三) (مواليد 21 نوفمبر 1957)، هو لاعب كرة قدم ياباني سابق كان يلعب كلاعب وسط. سبق له أن لعب مع منتخب اليابان.

## وصلات خارجية
- كوزو تاشيما على موقع ناشيونال فوتبول تيمز (الإنجليزية)

- National Football Teams
- Japan National Football Team Database